# Scopula effrenata
Scopula effrenata är en fjärilsart som beskrevs av Walker 1862. Scopula effrenata ingår i släktet Scopula och familjen mätare. Inga underarter finns listade.